# Pseudotyxis malimoenensis
Pseudotyxis malimoenensis är en insektsart som beskrevs av Soulier-perkins 1998. Pseudotyxis malimoenensis ingår i släktet Pseudotyxis och familjen Lophopidae. Inga underarter finns listade i Catalogue of Life.